# Minerva Parker Nichols
Minerva Parker Nichols (1863-1949), fue una arquitecta estadounidense.

## Biografía
Minerva Parker nació el 14 de mayo de 1863 en Chicago, hija de  Amanda Melvina (Doane), una costurera y de John Wesley Parker, un maestro. Después de graduarse en 1882 en la Escuela de Arte de Filadelfia, Parker Nichols se unió la empresa arquitectónica de Frederick G. Thorn. Tomó el control de la empresa después de que Thorn falleciera en 1888 y mantuvo la posición por 7 años. En 1896, ella y su marido, William Ichabod Nichols, dejaron Filadelfia y empezaron una práctica privada mayoritariamente para amigos y parientes.
Parker Nichols fue la segunda mujer arquitecta (después de Louise Blanchard Bethune) de América que estableció un exitoso negocio y un reconocimiento, lográndolo sin la colaboración o asistencia de un hombre. Parker Nichols murió el 17 de noviembre de 1949, a la edad de 86 años, cuando se cayó del techo de la casa de su hija que ella diseñó.

## Edificios notables
- New Century Club (Filadelfia)
- New Century Club (Wilmington, Delaware)

- Buckingham Browne & Nichols School, Cambridge, Massachusetts (1894)

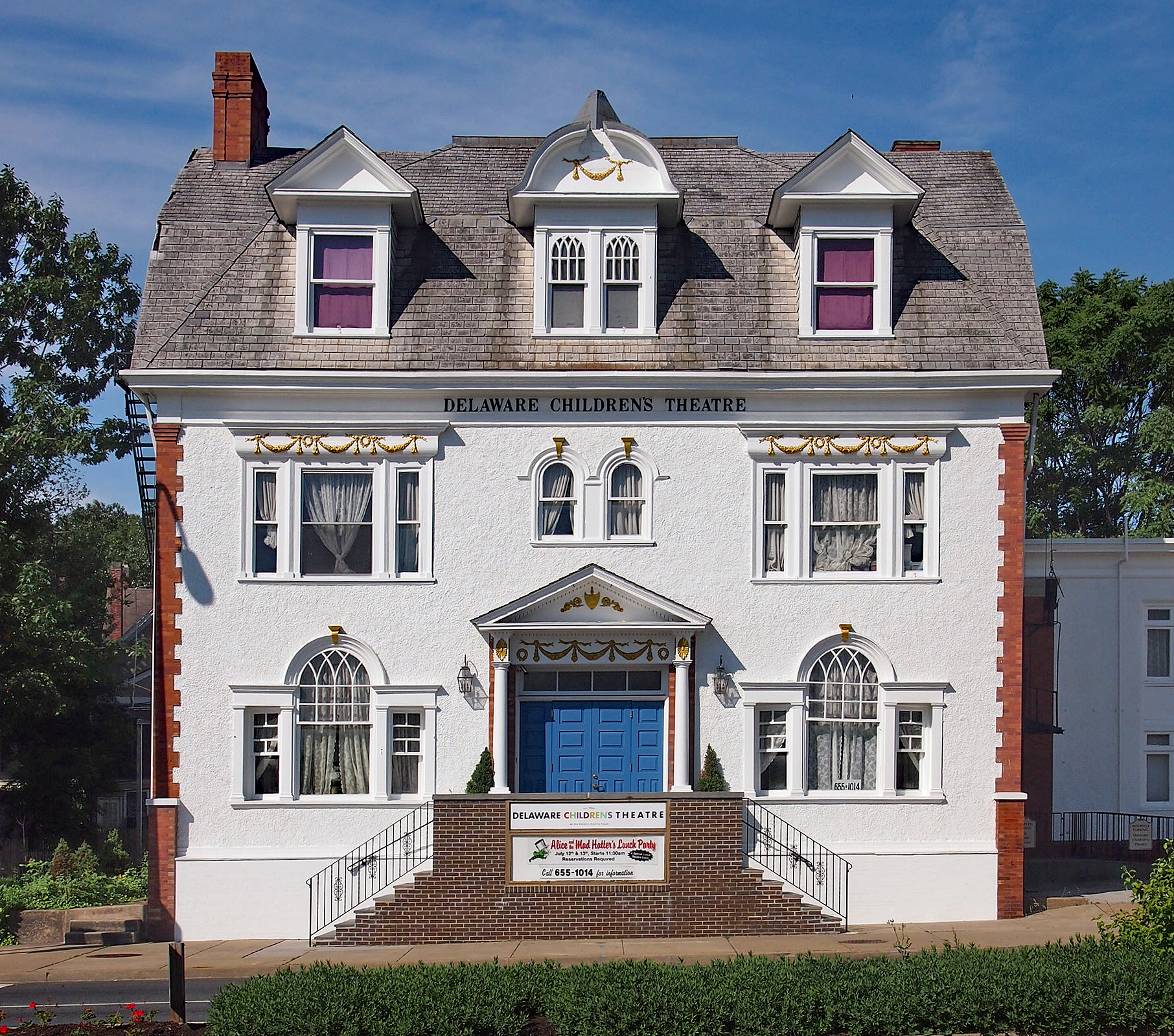
New Century Club, Wilmington
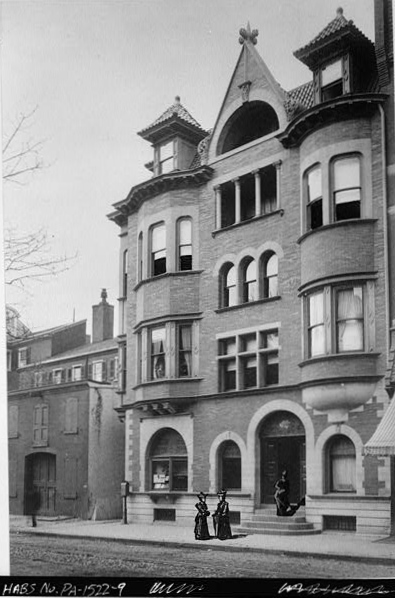
New Century Club, Filadelfia
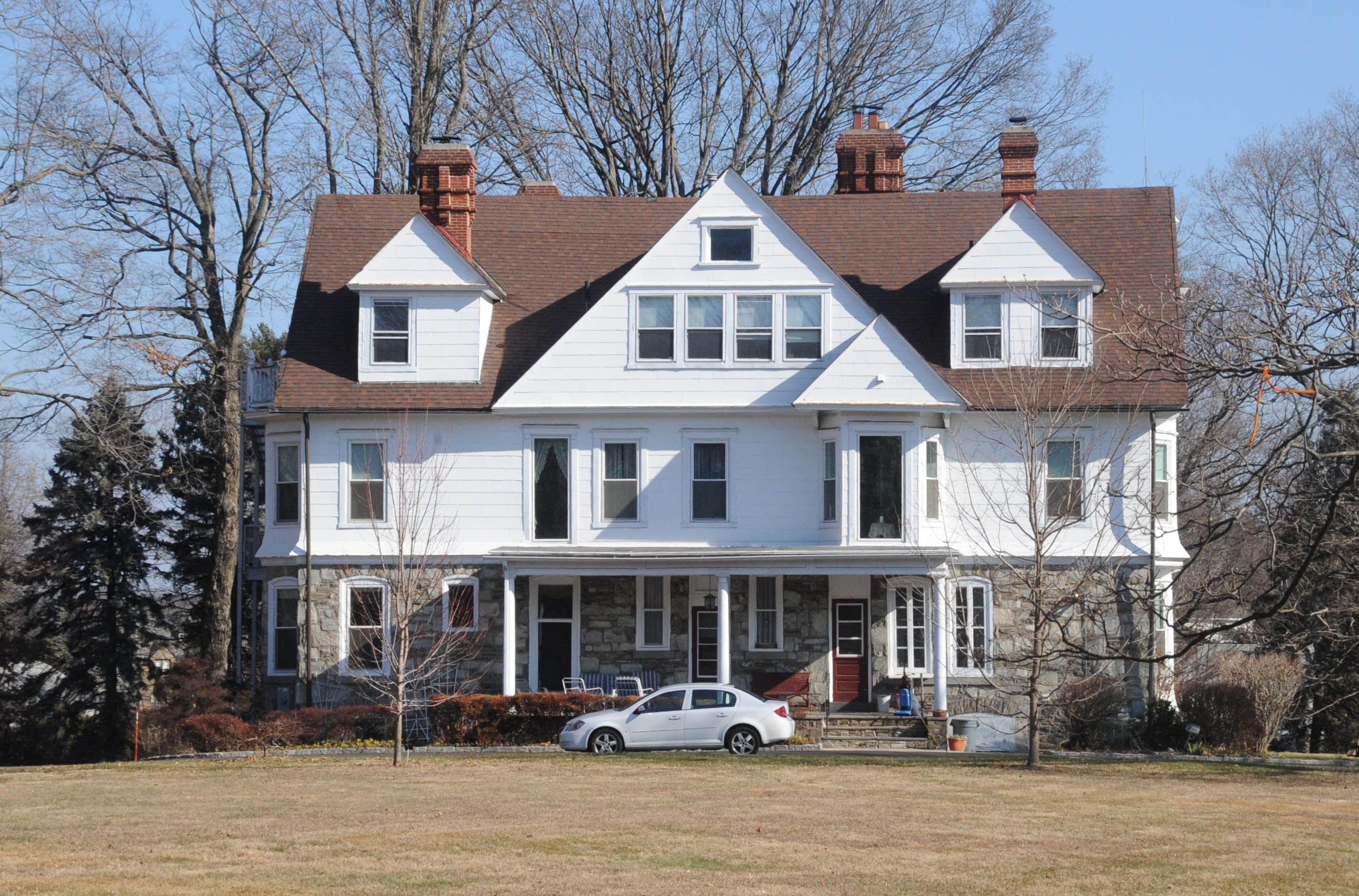
Mill-Rae, Filadelfia